# 陳紫萱 (演員)
陳紫萱（Summer Chan，1996年11月18日—），香港女演員，2021年出道，曾是宏寰文化傳播旗下藝人。

## 簡歷
陳紫萱16歲就開始演出舞台劇，中學畢業後未有報讀香港演藝學院，而是報讀科學課程，期間也有參與不少劇場演出，到2020年報讀香港演藝學院兼獲取錄，後因經理人公司想簽她做電影演員，最終她選擇退學並與經理人公司簽約，開始電影拍攝工作。
陳紫萱由2013年開始接觸舞臺劇，隨後參演青劇團的製作，於14年擔任風移劇團《講女•港愛》女主角，其後陸續加入Teens Theatre出演《姨媽姑姐創世紀》以及黑盒劇場《謫仙》，2016年憑《我阿媽有病》於香港電台話劇比賽奪得最佳女演員獎。其他參演作品包括Amen Theatre《愛情部隊鍋》、思定劇社《香江歲月情》以及其他短片及微電影拍攝。2021年成為宏寰文化傳播旗下藝人後，同年擔任歌手吳浩康《十倍速》MV的女主角，同年11月，由盧瀚霆、李靜儀與蘇皓兒等人演出電影《假冒女團》正式上映，票房接近$800萬，成為2021年港產片票房十大。2022年亦參演香港電台單元劇《牆上兩點豉油漬》飾演癌症病人並大受好評。
已拍攝完的電影包括有由古天樂和林家棟主演的《惡行之外》; 古天樂、宣萱、姜皓文主演的《一線生機》; 由任達華、吳卓羲同張建聲等人演出的《源生罪》; 及由盧瀚霆、姜大衛、朱栢康同吳肇軒等人演出的懸疑片《釀魂》。

## 演出

### 電影
- 2021年：《假冒女團》 飾 元萱
- 2023年：《釀魂》 飾 方沛晴（小睛）
- 2023年：《夜校》 飾 阿簡女朋友
- 2024年：《源生罪》 飾 樊雪兒
- 2025年：《不赦之罪》 飾 Grace
- 未上畫：《一線生機》
- 未上畫：《惡行之外》

### 單元劇
- 2022年：香港電台《獅子山下 - 我們之間》（單元二：《牆上的兩點豉油漬》）飾 林淑儀
- 2023年：香港電台《獅子山下 - 我們之間》（第二季單元四：《隔離屋》）

### 電視節目
- 2023年：HOY TV《杭州限定旅團》主持

### MV
- 2021年：吳浩康《十倍速》
- 2023年：陳宗澤《必要之惡》
- 2023年：吳啟洋《孤獨先生》
- 2023年：Dear Jane《為何嚴重到這樣》
- 2023年：陳奕迅《盲婚啞嫁》
- 2025年：曾傲棐《時間的碎片》

## 出面網頁
- 陳紫萱的Instagram帳戶
- Summer Chan | 宏寰文化傳播 （页面存档备份，存于）
- 陳紫萱在Enjoy Movie的電影作品列表